# Rebecca Perry
Rebecca Diane „Becky“ Perry (* 29. Dezember 1988 in Bakersfield, Kalifornien) ist eine ehemalige US-amerikanisch-italienische Volleyball- und Beachvolleyballspielerin.

## Karriere – Halle
Perry begann ihre Hallen-Karriere bei den Austin Juniors. Von 2006 bis 2010 studierte sie an der University of Washington und spielte dort in der Universitätsmannschaft der Huskies. 2011 war die Außenangreiferin zunächst in Puerto Rico bei Lancheras de Cataño aktiv, bevor sie in die südkoreanische Liga zu GS Caltex Seoul wechselte. 2012 spielte Perry zunächst noch beim türkischen Verein Pusaklar Belediyesi. Dann kehrte sie nach Puerto Rico zurück. Dort stand sie 2012 bei Indias de Mayagüez und 2013 bei Gigantes de Carolina unter Vertrag. Im Sommer 2013 wurde die US-Amerikanerin vom deutschen Bundesligisten Dresdner SC verpflichtet. Anfang März 2014 zog sie sich in einem Bundesliga-Spiel einen Kreuzbandriss zu und musste vorzeitig die Saison beenden, in der ihre Mannschaft schließlich deutscher Meister wurde. Danach wechselte Perry zum italienischen Spitzenklub Yamamay Busto Arsizio, mit dem sie 2015 das Finale der Champions League erreichte. Anschließend spielte sie ein paar Monate in Polen bei MKS Dąbrowa Górnicza.

## Karriere – Beach
Ende 2015 nahm Perry die italienische Staatsbürgerschaft an und startete 2016 an der Seite von Laura Giombini im Beachvolleyball. 2017 spielte sie zusammen mit Marta Menegatti. Bestes Ergebnis war ein dritter Platz bei den CEV Alanya Masters in der Türkei. Bei der Weltmeisterschaft in Wien schieden Menegatti/Perry sieglos nach der Vorrunde aus. In der folgenden Saison bestritt die gebürtige Kalifornierin noch einige Turniere an der Seite von Andrea Maria Nucete und beendete anschließend ihre Beachvolleyballkarriere.